# Kreolské povstání (1768)
Kreolské povstání (1768) známé také jako „Rebelie z roku 1768“ nebo „Kreolská vzpoura“ byl neúspěšný pokus kreolských elit a německých osadníků v New Orleans zvrátit předání francouzského území Louisiany Španělsku, jak bylo stanoveno v tajné dohodě uzavřené ve Fontainebleau roku 1762.
Povstání mělo za cíl donutit španělského guvernéra Antonia de Ulloa opustit New Orleans a vrátit se do Španělska. Jeho nástupce generál Alejandro O'Reilly povstání rozdrtil, jeho pět vůdců nechal popravit a upevnil španělské právo na toto území.

## Historie

### Pozadí
Podle Pařížské smlouvy z roku 1763, která ukončila sedmiletou válku v Severní Americe, známou jako francouzsko-indiánská válka, Francie ztratila všechna svá území na severoamerickém kontinentu, včetně Kanady, Illinois a Louisiany. Ponechala si francouzské ostrovy v Karibiku a také ostrovy Saint Pierre a Miquelon. Velká Británie získala Kanadu a území na východním břehu řeky Mississippi a jejích přítoků. Francie přenechala kontrolu nad městem New Orleans s celým územím na západním břehu řeky Mississippi a jejími přítoky Španělsku. Realizace podmínek dohody v Severní Americe probíhala zvolna. Francouzi pokračovali v rozšiřování svých kolonií, včetně založení St. Louis. V dubnu 1764 nastoupil do úřadu první španělský guvernér Jean-Jacques Blaise d'Abbadie, francouzský úředník, který pro Španěly spravoval Louisianu. Vyslechl stížnosti domorodců a 4. února 1765 zemřel. Ve správě kolonie pokračoval kapitán Charles Philippe Aubry, francouzský důstojník. Kolonisté v Louisianě se španělskou správou nesouhlasili a v lednu 1765 byl Jean Milhet, bohatý, vlivný obchodník z New Orleans, vyslán do Francie, aby se odvolal přímo k Ludvíkovi XV. Měl za úkol požádat krále o zrušení rozhodnutí o převodu Louisiany pod španělskou správu. Král nejen že mu nevyhověl, neposkytl mu ani audienci.
Dne 5. března 1766 přijel do Louisiany nový španělský guvernér Antonio de Ulloa. Přivezl s sebou pouze 90 vojáků a malou skupinu úředníků. Pokud by došlo k rebelii, neměl by dostatečnou podporu. Proto nepředložil své pověřovací listiny a formálně nepotvrdil předání území, dokonce ani nevyvěsil španělskou vlajku nad Place d'Armes. Místo toho se rozhodl nechat vést kolonii i nadále Aubreymu, který byl prozatímním francouzským guvernérem. Ulloa formálně převzal kolonii do španělského vlastnictví na konci ledna 1767, během improvizovaného obřadu konaného v La Balize v Louisianě. Následující den, když nastal čas podepsat akt převodu, Ulloa se rozhodl akt nepodepsat a prohlásil, že počká, až bude mít k dispozici dostatečnou vojenskou podporu. Elitu New Orleansu rozhořčilo nejen toto jeho rozhodnutí, urazilo je zejména to, že se ceremoniál neodehrál v New Orleans, hlavním městě kolonie, a nebyli spokojeni ani s průběhem obřadu. Podle jejich názoru nebyl proveden s očekávanou pompou. Byli také zmateni tím, že nad New Orleans stále vlála francouzská vlajka, zatímco španělská vlajka vlála nad La Balize.
Španělští úředníci v Havaně, kterým byl Ulloa podřízen, ignorovali mnoho jeho požadavků, včetně nahrazení francouzské měny v kolonii měnou španělskou a také žádal vyslání dalších vojáků. Ulloa, který hovořil plynně francouzsky, neměl rád společnost v New Orleans. Považoval ji za plnou lumpů, kteří příliš pili a okázale se chlubili svým bohatstvím. On sám byl renesanční muž, vědec a přírodovědec, který studoval kartografii, astronomii a inženýrství. Svůj čas raději trávil v La Balize, blíže k ústí řeky Mississippi, kde mohl v klidu studovat flóru a faunu této oblasti a dopisovat si s vědci a učenci z celého světa. V létě roku 1768 Ulloa oznámil své plány zasáhnout proti kvetoucímu pašeráctví v Louisianě zúžením ústí Mississippi na jediný kanál, aby se zlepšila bezpečnost; oficiálně trávil svůj čas v La Balize dohledem nad tímto projektem. Současně také oznámil, že Louisiana již nebude obchodovat s Francií ani s žádnou z jejích kolonií, což je v souladu s politikou ostatních španělských kolonií.

### Povstání
Na jaře nebo počátkem léta roku 1768 Francouz Denis-Nicolas Foucault, který byl v Louisianě „Commaissaire-Ordonnateur“ – finanční ředitel kolonie – jenž na této pozici setrval i pod španělskou vládou spolu s Nicolasem Chauvin de La Frénière, který byl v Louisianě generálním prokurátorem za vlády Francie a také setrval ve své funkci i po přechodu pod Španělsko, vymysleli spiknutí s cílem zbavit se guvernéra Ulloy. Většina spiklenců byla z řad obchodníků kolonie a dalších elit. Jejich stížnosti se týkaly omezení obchodu a dalších ekonomických sankcí. Bylo mezi nimi mnoho příbuzných, potomků a tchánů Jeana-Baptiste Le Moyne de Bienville, jenž byl zakladatelem New Orleans, a mnozí povstalci byli členy Nejvyšší rady vytvořené Francouzi nebo s ní byli spojeni jako s hlavní soudní institucí kolonie, která se postupně – kvůli laxní kontrole kolonie z Paříže – stala v podstatě stejným legislativním subjektem jako instituce oficiální.
Joseph Milhet – bratr Jeana Milheta – byl poslán do osad západně od Mississippi, aby připravil povstání. Joseph Villeré byl vyslán do komunit severozápadně od New Orleans. Pierre Marquis byl zvolen velitelem Louisianské milice. Během příprav rebelie spiklenci zatkli francouzského vojenského důstojníka Gilberta Antoina de St. Maxenta na základě obvinění ze spolupráce s nepřítelem. Obviněn byl poté co ho guvernér Ulloa poslal uklidnit německé osadníky. Balthasar Masan odcestoval na britské území západní Floridy požádat o pomoc. Britové pomoc odmítli. Dne 28. října, když v New Orleans vypukly nepokoje, Aubry doprovodil guvernéra a jeho těhotnou manželku na loď Volante, na které dorazil do kolonie. Na to Nejvyšší rada odhlasovala, že guvernér musí do tří dnů kolonii opustit. Aubry vyhověl a 1. listopadu odjel na francouzském plavidle, protože loď Volante procházela opravami.
Když byl španělský guvernér mimo Louisianu, byl propuštěn také St. Maxent. Vrchní rada vypracovala memorandum Memorial of the Planters and Mechants of Louisiana on the Revolt of October 29, 1768. Memorandum mělo být obhajobou vzpoury pro domnělou tyranskou vládu guvernéra Ulloy a politiku španělské koruny ničící obchod. Bylo adresováno New Orleans a Francii. Delegace, jež měla dokument dopravit přes Atlantik byla bohužel vyslána se zpožděním. Do Paříže delegáti dorazili až v roce 1769, to už v Paříži uveřejnil svou verzi událostí Ulloa. Ten nelenil a poslal své vyslance do Madridu ihned poté, co odcestoval z New Orleans a mířil na do Havany. Prakticky ve stejné době poslal svou verzi spiknutí do Paříže také kapitán Charles Philippe Aubry. Tak se jejich verze se stala jedinou přijímanou. Zatímco pařížský lid podporoval jednání Nejvyšší rady v New Orleans, francouzský soud měl jiný názor. Mnoho úředníků odmítlo delegáty z Louisiany vůbec vidět a žádný z delegátů se do kolonie už nikdy nevrátil.

### Španělská odpověď
Kolem 6. července 1769 odplul do kolonie španělský generál Alexander (Alejandro) O'Reilly, narozený v Irsku. O'Reilly bojoval za katolíky v armádě Rakouska, Francie a Španělska proti armádám evropských protestantských mocností. O'Reilly vyplul s 23 loděmi, vybavenými 46 děly, měl k dispozici 150 000 pesos a téměř 2100 vojáků, černochy i bělochy najaté na Kubě. V čele flotily byla loď Volante, která nyní sloužila jako O'Reillyho vlajková loď. Do La Balize dorazili 21. července. Tam O'Reilly přistál s Franciscem Boulignym, jeho francouzsky mluvícím pobočníkem, který nesl dopis guvernérovi Aubreyovi. Bouligny zamířil proti proudu řeky do New Orleans, kam dorazil večer 24. července. Očekával ho zachmuřený dav, který byl na jeho příjezd upozorněn rychlým člunem vyslaným posádkou v La Balize. Následujícího rána Aubrey shromáždil obyvatele města a formálně oznámil příjezd španělské flotily pod velením generála O'Reillyho, jehož pověst byla jim dobře známa.
Dne 27. července O'Reilly uspořádal „srdečné“ setkání na Volante v La Balize se třemi vůdci spiknutí, La Frénièrem, Pierrem Marquisem a Josephem Milhetem. La Frénière deklaroval jejich hlubokou úctu ke španělskému králi a upozornil, že při povstání nebyla prolita žádná krev. Obvinil Ulloua z „neuznávání privilegií zajištěných aktem postoupení“, takže povstání bylo nezbytné. O'Reillyho odpověď byla stručná: „Pánové, není možné, abych soudil spor, aniž bych nejprve zkoumal předchozí okolnosti.“ Zavázal se, že věc bude důkladně vyšetřena a že „buřiči“ budou postaveni před spravedlivý soud. O'Reillyho flotila dorazila do New Orleans po několika týdnech plavby proti proudu. O'Reilly vystoupil 18. srpna, když se předtím setkal s Aubreyem, aby mu řekl, že si přeje uspořádat obřad převzetí formálního vlastnictví Louisiany ihned po přistání. Dělová rána oznámila začátek podívané, která zahrnovala ukázku vystoupení všech O'Reillyho vojáků, včetně 90 jezdců. Španělští úředníci, kteří zůstali v New Orleans, když Ulloa odešel, se připojili k O'Reillyho doprovodu. Aubrey přečetl příkazy k převodu od králů Francie a Španělska a položil klíče od bran města k nohám O'Reillyho. Francouzská vlajka byla formálně stažena a španělská vlajka vztyčena. Zazněly salvy z děl a mušket, a francouzští a španělští vojáci křičeli: „Ať žijí králové!“. Ceremonii zakončilo Te Deum v katedrále.

### Následky
Následujícího rána, 19. srpna, O'Reilly požádal Aubreyho o úplný popis povstání a o poskytnutí jmen vůdců protestů a popis jejich skutků a o jména autorů „Memoranda„. Zprávu Aubrey předal následující den O'Reillymu. Ráno 21. srpna po přečtení Aubreyova dokumentu, ho O'Reilly informoval, že plánuje zatknout a soudit vůdce, z nichž devět bylo pozváno do jeho kajuty pod různými záminkami. O'Reilly je obvinil ze zrady a oznámil, že byli zatčeni. Museli odevzdat své meče a byli odvedeni. Kvůli mnoha rodinným a obchodním kontaktům mezi spiklenci a ostatními elitami včetně obchodníků v New Orleans, panovalo velké znepokojení ohledně toho, co se s nimi stane. O'Reilly všechny uklidnil, řekl, že chce dosáhnout „přísné spravedlnosti“, a že se nemají čeho bát. Dne 22. srpna zveřejnil prohlášení o amnestii a další den, tedy 24. srpna poslal svobodným obyvatelům pozvání do své rezidence, kde měli 26. srpna přísahat věrnost španělské koruně. Samotný soud začal krátce po zatčení spiklenců a skončil až 24. října. Jeho forma byla španělský „proceso“, ve kterém po výpovědích svědků následoval výslech obviněného. Každý z nich měl stanoveného vlastního obhájce, dokonce i Joseph Villeré, který mezitím zemřel, protože uznání viny by mohlo ovlivnit vypořádání jeho majetku. Řízení vedl pečlivý královský prokurátor a univerzitně vyškolený obhájce, který přicestoval s O'Reillym z Havany. O'Reillyho pobočník Bouligny byl oficiálním překladatelem. Obžalovaní tvrdili, že podle španělského práva nemohou být souzeni, protože Ulloa nikdy formálně kolonii nepřevzal. Tento argument nebyl uznán. Výsledkem soudu bylo obvinění z pobuřování a zrady pro všechny obžalované.
O'Reilly vynesl rozsudek několik dní po skončení soudu. Pět z obviněných – La Frénière, Marquis, Joseph Milhet, Pierre Caresse a Jean-Baptiste de Noyan – byli 25. října odsouzeni k trestu smrti a byli 26. října popraveni zastřelením; to by byl také Villerého osud, kdyby byl nezemřel. Foucault, který byl francouzským úředníkem, byl poslán zpět do Francie, kde byl vyslýchán a poté dostal doživotní trest odnětí svobody, z kterého si odseděl dva roky. Pět dalších spiklenců bylo posláno do vězení na Kubě, jeden na doživotí, dva na 10 let a zbytek na 6 let. Byli propuštěni po dvou letech. Veškerý majetek odsouzených – kromě majetku, který pocházel z věna jejich manželky – byl zabaven. Dvacet jedna dalších spiklenců bylo vykázáno z Louisiany. Pouze jeden, starý muž, měl dovoleno dožít celý zbytek svého života v New Orleans. Jeden měsíc po popravách O'Reilly vyhlásil nové zákony pro kolonii, známé jako „O'Reillyho zákoník“. Zákoník spojil zákony Indiánů s O'Reillyho chápáním španělských zákonů přejatých z Kastilie – Siete Partidas nebo „sedmidílný zákoník“ -, ale ponechal místní zvykové francouzské právní postupy, které byly v souladu se španělským právem. Byly přepracovány správní a soudní systémy a soudy byly decentralizovány, čímž byla zavedena místní spravedlnost a zrušena Nejvyšší rada, jejíž členové byli do značné míry zodpovědní za povstání. Rada byla nahrazena správním úřadem pod vedením úředníka Cabildo, který byl někdy volen někdy jmenován. Tento způsob správy obcí byl používán v celé španělské Americe.
Území zůstalo ve španělských rukou až do roku 1800, kdy bylo v tajné smlouvě uzavřené v San Ildefonso (Third Treaty of San Ildefonso) podepsané 1. října území vráceno Francii výměnou za Toskánsko. Kolonii však i nadále spravovali francouzští úředníci. V dubnu 1803 prodal Napoleon Bonaparte La Louisiane Spojeným státům výměnou za hotovost plus vymazání francouzských dluhů. Později v roce 1803 a na jaře roku 1804 byly oba tyto převody formálně potvrzeny, přičemž francouzská vlajka byla dočasně vztyčena v New Orleans a znovu později v St. Louis. Poté byla francouzská vlajka stažena a americká vlajka vztyčena. Ceremonie roku 1804 v St. Louis se nazývala Three Flags Day (Den tří vlajek). Prvky francouzského práva stále zůstávají ve státě Louisiana v platnosti.